# Gagan Narang
Gagan Narang (* 6. Mai 1983 in Madras) ist ein ehemaliger indischer Sportschütze.

## Erfolge
Gagan Narang nahm viermal an Olympischen Spielen teil. 2004 belegte er in Athen mit dem Luftgewehr mit 593 Ringen den zwölften Rang, das Finale verpasste er um nur einen Ring. Vier Jahre darauf trat er in Peking in drei Konkurrenzen an und verbesserte sich mit dem Luftgewehr auf den neunten Platz. Mit dem Kleinkalibergewehr beendete er den Wettkampf im Dreistellungskampf auf dem 13. Platz sowie im liegenden Anschlag auf dem 35. Platz. Bei den Olympischen Spielen 2012 in London qualifizierte er sich mit dem Luftgewehr als Dritter mit 598 Ringen für die Finalrunde. In dieser erzielte er weitere 103,1 Ringe, womit er den Wettbewerb mit 701,1 Gesamtpunkten auf dem dritten Platz hinter Alin Moldoveanu und Niccolò Campriani abschloss und die Bronzemedaille gewann. Im liegenden Anschlag mit dem Kleinkalibergewehr erreichte er den 18. Rang, im Dreistellungskampf den 20. Rang. Bei seiner vierten und letzten Olympiateilnahme 2016 in Rio de Janeiro kam er mit dem Luftgewehr nicht über den 23. Platz hinaus, während er mit dem Kleinkalibergewehr im liegenden Anschlag den 13. Platz und im Dreistellungskampf den 33. Platz belegte.
2010 gewann Gagan Narang bei Weltmeisterschaften in München in der Einzelkonkurrenz die Bronzemedaille. Auf kontinentaler Ebene war er ebenfalls sehr erfolgreich: 2005 in Bangkok und 2009 in Doha wurde er mit dem Luftgewehr Asienmeister, mit dem Kleinkalibergewehr im liegenden Anschlag belegte er 2007 in Kuwait den zweiten Platz. Bei Asienspielen sicherte er sich 2006 in Doha drei Bronzemedaillen. Im Dreistellungskampf mit dem Kleinkalibergewehr wurde er sowohl in der Einzel- als auch in der Mannschaftskonkurrenz Dritter, ebenso mit der Luftgewehr-Mannschaft. 2010 in Guangzhou gewann er mit dem Luftgewehr die Silbermedaille im Einzel und auch im Mannschaftswettbewerb. Auch bei den Commonwealth Games gewann Narang zahlreiche Medaillen. 2006 gewann er in Melbourne mit dem Luftgewehr die Goldmedaillen im Einzel- und im Paarwettbewerb und blieb auch mit dem Kleinkalibergewehr im Dreistellungskampf in Einzel- und Paarwettbewerb siegreich. Diesen Erfolg wiederholte er 2010 in Neu-Delhi, als er erneut in allen vier Konkurrenzen die Goldmedaille gewann. Vier Jahre darauf sicherte er sich in Glasgow in den Einzelkonkurrenzen mit dem Kleinkaliber die Silbermedaille im liegenden Anschlag und die Bronzemedaille im Dreistellungskampf.
Narang erwarb einen Bachelor of Computer Application an der Universität Osmania in Hyderabad. Für seine sportlichen Erfolge erhielt er unter anderem den Arjuna Award, den Padma Shri und den Rajiv Gandhi Khel Ratna.